# Yagur
Yagur (יָגוּר) est un kibboutz créé en 1922.

## Histoire
Le Kibboutz a été créé en 1922 par le mouvement Ahva proche du Mont Carmel et de Haïfa. Le nom vient d'un village arabe palestinien à proximité appelé Yajur (arabe : ياجور). Le village arabe a été dépeuplé le 25 avril 1948 pendant la Guerre civile de 1947-1948 en Palestine mandataire.
Le 11 avril 1931, trois membres du Kibboutz sont assassinés par des membres de la Main noire (Palestine).
Yagur était un centre important pour la Haganah. Le 29 juin 1946, l'armée britannique a effectué un raid important sur le kibboutz (opération Agatha): un important dépôt d'armes a été confisqué et de nombreux membres du kibboutz furent arrêtés.   
Yisrael Bar-Yehuda, membre de la Knesset, et Assaf Yaguri, membre de la Knesset, ont été résidents du Kibboutz.

## Membres
- Berl Repetur, homme politique
- Yisrael Bar-Yehuda, homme politique
- Assaf Yaguri, homme politique